# Мониом (Караш-Северин)
Мониом (рум. Moniom) насеље је у Румунији у жупанији Караш-Северин у граду Решица. Oпштина се налази на надморској висини од 195 m.

## Прошлост
По "Румунској енциклопедији" место се први пут јавља у документима 1717. године. Тада је у селу "Муниово" записано 18 кућа. Године 1777. власти су наредиле да се становништво пресели на нову локацију, плански уређену. Ту је 1873. године прошла траса жељезничке пруге.
Аустријски царски ревизор Ерлер је 1774. године констатовао да место припада Карашовском округу, Вршачког дистрикта. Становништво је било претежно влашко.

## Становништво
Према подацима из 2002. године у насељу је живело 376 становника, од којих су сви румунске националности.